# Contre-assonance
La contre-assonance ou contrassonance (substantif féminin) est une figure de style fondée sur l'homophonie de consonnes placées en fin de vers. Il s'agit d'une figure uniquement poétique, liée à la versification. Dans cette figure, dont le pendant est l'assonance (d'où le nom) l'homophonie vocalique de la rime est remplacée par une hétérophonie vocalique. Cette figure est proche de la rime approximative.

## Exemple
« brise / vase »
Il existe deux types de contre-assonances :
- contre-assonance simple : « Elan, selon » (répétition d'un seul phonème)
- contre-assonance double : « sentinelle, nulle » (répétition de deux phonèmes, la syllabe se décomposant ici)

## Figures proches
- assonance, rime approximative